# Chichester Psalms
Chichester Psalms  est une œuvre pour chœur mixte, solo d'enfant ou de contre-ténor et orchestre, du compositeur américain Leonard Bernstein écrite en 1965 sur le Livre des Psaumes de la Bible hébraïque.

## Historique
Cette pièce a été commandée à Bernstein par le révérend Walter Hussey, doyen de la cathédrale de Chichester dans le Sussex en Angleterre pour le festival de Chichester 1965. Sa première a été donnée le 15 juillet 1965 à New York par l'Orchestre philharmonique de New York et les Camerata Singers dirigé par le compositeur. Une version pour chœur d'hommes seul fut donnée le 31 juillet suivant lors du festival de Chichester.

## Structure
1. Psaume 108 (verset 2) Allegro Maestuoso- Psaume 100 (entier) ~ 3 min 38 s
2. Psaume 23 (entier) - Psaume 2 (versets 1-4) ~ 3 min 36 s
3. Psaume 131 (entier) - Psaume 133 (verset 1) ~ 9 min 44 s

## Discographie sélective
- Chichester Psalms  par l'orchestre philharmonique d'Israël et le Wiener Jeunesse-Chor dirigés par Leonard Bernstein, Deutsche Grammophon, 1978.